# Diversinervus cervantesi
Diversinervus cervantesi är en stekelart som först beskrevs av Girault 1933.  Diversinervus cervantesi ingår i släktet Diversinervus och familjen sköldlussteklar. Inga underarter finns listade i Catalogue of Life.